# Yoshimi Katayama
Yoshimi Katayama (jap. 片山義美 Katayama Yoshimi; ur. 15 maja 1940 - 26 marca 2016) – japoński kierowca wyścigowy i kierowca motocyklowy.

## Kariera
Katayama startował w wyścigach z cyklu MotoGP w latach 1964-1967. Pierwszy raz stanął na podium w Japonii w 1964 roku w klasie 125cc, zaś w 1967 roku w RFN odniósł tam pierwsze zwycięstwo. W klasie 50cc odnosił łącznie trzy zwycięstwa i pięciokrotnie stawał na podium. W 1967 roku wystarczyło to na zdobycie tytułu wicemistrzowskiego w klasie 50cc.
Katayama rozpoczął karierę w międzynarodowych wyścigach motocyklowych w 1969 roku od startów w dywizji 3 European Touring Car Championship. Z dorobkiem dwóch punktów został tam sklasyfikowany na 32 pozycji w klasyfikacji generalnej. W późniejszych latach Japończyk pojawiał się także w stawce Springbok Trophy Series, Hardie-Ferodo 1000, World Challenge for Endurance Drivers, IMSA Camel GTO, Australian Endurance Championship, James Hardie 1000, FIA World Endurance Championship, All Japan Sports-Prototype Championship, IMSA Camel Lights, World Sports-Prototype Championship, All Japan Sports Prototype Car Endurance Championship, 24-godzinnego wyścigu Le Mans oraz Super GT